# Cos φ-compensatie
Cos φ-compensatie is een aanpassingsmethode waarmee de faseverschuiving in een elektrische installatie tot een aanvaardbare waarde wordt teruggebracht. Men noemt dit het verbeteren of het compenseren van de arbeidsfactor. Zo’n compensatie wordt tegenwoordig bijna altijd uitgevoerd met condensatoren, die tot een condensatorenbatterij worden samengesteld. Ook een synchrone draaistroommotor kan ingezet worden als cos φ-compensatie. Men spreekt dan van een synchrone compensator.

## Faseverschuiving
De arbeidsfactor is door de elektriciteitsbedrijven beperkt in de aansluitvoorwaarden, omdat een te grote faseverschuiving tot gevaarlijke situaties kan leiden. De arbeidsfactor (cos φ) van een installatie moet bij spanning tot 50 kV minimaal 0,85 en bij een spanning hoger dan 50 kV minimaal 0,80 zijn. Deze eis kan in de praktijk niet altijd worden gehaald. Door inductieve belastingen zoals motoren, lastransformatoren of de smoorspoelen in voorschakelapparatuur van gasontladingslampen, treedt namelijk een faseverschuiving op tussen de stroom I en de spanning U, waardoor er naast het werkelijke vermogen P (Pw) een reactief vermogen Q (Pb) ontstaat, dat ook wel het blindvermogen wordt genoemd. De resultante van deze twee vermogens wordt met het schijnbare vermogen S (Ps) aangeduid. In bijgaand vectordiagram wordt dit verder duidelijk gemaakt. In dit diagram is ook te zien, dat de cos φ het quotiënt is van Pw en Ps.
Een belangrijke reden waarom er een grens is gesteld, is dat door een lagere waarde dan 0,85 de stroom in de toevoerleidingen toeneemt. Hierdoor stijgt ook de warmte-ontwikkeling in deze leidingen. Aangezien de warmte-ontwikkeling wordt bepaald door het kwadraat van de stroom I en de weerstand R van de toevoerleiding, geschreven als: Pv = I2 · R (watt), wordt door een 'slechte' cos φ onnodig energie gedissipeerd en wordt het materiaal van schakelinstallaties daardoor extra zwaar belast. Bovendien kan door de grootte van de stroom de grens van de toevoerleiding worden bereikt.
Een intuïtieve benadering van het begrip blindvermogen is als volgt. Op elk moment in de tijd {\displaystyle t} geldt dat het vermogen {\displaystyle p} gelijk is aan stroom {\displaystyle i} maal spanning {\displaystyle v}: {\displaystyle p(t)=v(t)\cdot i(t)}. Voor een ohmse weerstand geldt dat stroom en spanning evenredig zijn met de factor {\displaystyle R}: {\displaystyle v(t)=i(t)\cdot R}. Daaruit volgt: {\displaystyle p(t)=v^{2}(t)/R}. Belangrijk is daarbij dat {\displaystyle p(t)} evenredig met het kwadraat van {\displaystyle v(t)} is, en dus altijd positief. De weerstand dissipeert dus altijd vermogen. Neem nu het geval van een inductieve belasting (spoel) of een capacitieve belasting (condensator). Als {\displaystyle v(t)} en {\displaystyle i(t)} sinusoïden zijn (of in elk geval niet constant in de tijd), dan zullen bij deze belastingen de stroom en spanning niet in fase zijn. Dat betekent dat op sommige momenten het vermogen {\displaystyle p(t)} negatief zal zijn. Er wordt dan dus energie teruggevoerd naar de bron. In het extreme geval van een zuivere spoel of zuivere condensator en een zuiver sinusoïde spannings- of stroombron zal het faseverschil zelfs 90 graden zijn. Dat betekent dat gemiddeld in de tijd evenveel vermogen naar de bron teruggevoerd wordt als eruit wordt opgenomen. (Dat klopt, want zuivere spoelen en condensatoren dissiperen geen vermogen!) De arbeidsfactor is een maat voor dit ‘terugvoeren van vermogen’. Voor een energiesysteem in de echte wereld is blindvermogen nadelig, omdat het ‘heen en weer sturen van vermogen’ wel energie kost vanwege het verlies in de leidingen, terwijl het niets oplevert bij de eindgebruiker.

## Compensatie
Als er veel motoren, gasontladingslampen of andere inductieve toestellen op een installatie zijn aangesloten, dan bestaat de mogelijkheid dat de faseverschuiving zó groot wordt, dat er een zogenaamde cos φ-compensatie, ook wel cos φ-verbetering genoemd, noodzakelijk is. Hiermee wordt de faseverschuiving tot een aanvaardbare waarde teruggebracht. Dit wordt bereikt met condensatoren die tot een condensatorbatterij worden samengesteld, die parallel aan de belasting wordt geplaatst. Condensatoren zijn componenten die een zuivere capacitieve reactantie vormen, en een blindvermogen ontwikkelen dat volledig in tegenfase is met het reactieve blindvermogen, waardoor dit blindvermogen wordt opgeheven of gereduceerd. Bijgaand vectordiagram maakt dit verder duidelijk.

## Bepaling van het condensatorvermogen
Het blindvermogen van een condensatorbatterij kan worden bepaald uit de gegevens van de belasting en de arbeidsfactor vóór en na de compensatie. Als voorbeeld dient een driefasige fabrieksinstallatie, opgebouwd volgens bijgaand schema. De verdeling van de belastingen is in de tabel aangegeven.
Tabel

Verdeling van de belastingen van een fabrieksinstallatie
| Belasting  | Berekening                                                            | I    | II  | III |
| ---------- | --------------------------------------------------------------------- | ---- | --- | --- |
| Pw(kW)     | -------------------------                                             | 100  | 150 | 80  |
| Pind(kvar) | -------------------------                                             | 100  | 73  | 139 |
| Ps(kVA)    | {\displaystyle {\sqrt {P_{\mathrm {w} }^{2}+P_{\mathrm {ind} }^{2}}}} | 141  | 167 | 160 |
| cos φ      | {\displaystyle P_{\mathrm {w} }:P_{\mathrm {s} }}                     | 0,71 | 0,9 | 0,5 |

Aangezien twee van de drie belastingen duidelijk niet voldoen aan de aansluitvoorwaarden, zal compensatie moeten volgen. De bepaling van de condensatorbatterij gaat in stappen
1. Samenstelling van de belastingen
| Belasting  | Berekening                                                            | I + II + III |
| ---------- | --------------------------------------------------------------------- | ------------ |
| Pw(kW)     | -------------------------                                             | 330          |
| Pind(kVAr) | -------------------------                                             | 312          |
| Ps(kVA)    | {\displaystyle {\sqrt {P_{\mathrm {w} }^{2}+P_{\mathrm {ind} }^{2}}}} | 454          |
| cos φ      | {\displaystyle P_{\mathrm {w} }:P_{\mathrm {s} }}                     | 0,73         |

Er volgt nu compensatie tot een cos φ' = 0,85.
2. Bepaling van het condensatorvermogen
| Belasting   | Berekening       | I + II + III |
| ----------- | ---------------- | ------------ |
| Pw(kW)      | ---------------- | 330          |
| cos φ       | ---------------- | 0,85         |
| Ps(kVA)     | 330 : 0,85       | 388          |
| Pind(kVAr)  | ---------------- | 312          |
| Pind'(kVAr) | Ps · sin φ       | 204          |
| Pcap(kVAr)  | Pind − Pind'     | 108          |

Er blijkt dus een condensatorbatterij nodig te zijn van 108 kVAr. In bijgaand vectordiagram wordt dit verder duidelijk gemaakt.

## Ster/driehoekschakeling
Aangezien de omschreven installatie op een driefasennet is aangesloten, kan de berekende condensatorbatterij – in dit geval met een blindvermogen van 108 kVAr – in ster of in driehoek worden aangesloten, zoals de figuren laten zien. Per tak is dus een blindvermogen van 108 kVAr : 3 = 36 kVAr aanwezig.
| Sterschakeling condensatoren | Driehoekschakeling condensatoren |

Uit berekeningen blijkt, dat een driehoekschakeling van condensatoren bij een gelijke capaciteit van de condensatoren een drie maal groter capacitief blindvermogen oplevert dan een sterschakeling. Om die reden wordt daar dan ook de voorkeur aan een driehoekschakeling gegeven. Een nadeel van een driehoekschakeling is echter, dat op de condensatoren de volle lijnspanning Ul = 398 V aanwezig is. Bij een sterschakeling is de spanning over de condensatoren lager namelijk 398/√3 = 229,78 V.

## Compensatievormen
Bij de omschreven installatie is een zogenaamde centrale compensatie toegepast, zoals afgebeeld in de figuur. Het nadeel van centrale compensatie is, dat als één of meer groepen worden uitgeschakeld, het volle capacitieve blindvermogen aanwezig blijft waardoor de installatie overgecompenseerd kan raken. Dit houdt in, dat het capacitieve blindvermogen dan de overhand krijgt. Om dit te voorkomen, wordt in de praktijk met regelbare condensatorbatterijen gewerkt, waarbij continu het reactieve vermogen wordt gemeten en afhankelijk van de aanwezige cos φ, condensatorsecties worden in- of uitgeschakeld.
De mogelijkheid bestaat ook individueel per belasting te compenseren. In het geval van de besproken installatie, zouden alleen de belastingen I en III moeten worden gecompenseerd, aangezien bij belasting II de cos φ = 0,9. Bij deze individuele compensatie is in dit geval een wat groter capacitief blindvermogen nodig, namelijk voor groep I is Pcap = 38 kVAr en voor groep II is dit 89 kVAr, dus samen 127 kVAr. Dit komt, doordat de compenserende werking van belasting II niet meer aanwezig is.

## Compensatie bij capacitieve belastingen
In de hoogspanningsnetten vormen de lange lijnen en kabels een capaciteit naar aarde. Door de meestal inductieve belasting wordt de invloed daarvan geheel of gedeeltelijk opgeheven. In de weekenden echter en op tijden, dat de belasting zeer laag is, krijgt de capaciteit van de hoogspanningslijnen de overhand. Dit werkt spanningsverhogend, waardoor spanningsregeling noodzakelijk is. Bovendien is een capacitieve belasting ongunstig voor het stabiel houden van de generatoren in de elektriciteitscentrales. Om die redenen worden daarom in de weekenden in sommige hoogspanningsstations zogenaamde laadstroomcompensatiespoelen parallel aan de belasting ingeschakeld, waardoor de capacitieve reactantie tot een aanvaardbare waarde wordt teruggebracht. Zo’n laadstroomcompensatiespoel is een smoorspoel met een uiterst geringe weerstand maar met een grote zelfinductie, waardoor een groot reactief blindvermogen ontstaat.
In de 380 kV-stations van het hoogspanningsnet staan laadstroomcompensatiespoelen opgesteld, met een reactief blindvermogen van 50.000 kVAr = 50 MVAr.

## Besparing en bedrog
Gebaseerd op bovenstaande principes zijn er bedrijven die in praktijksituaties langsgaan bij bedrijven met hoogspanning, de bestaande installatie en belasting doormeten, doorrekenen en analyseren en aan de hand hiervan een kastje verkopen dat werkelijk de energierekening verlaagt.
In de VS is dit soort energiebesparing erg populair bij gewone huishoudens, ondanks dat de kosten van de adviseur en installateur in de regel niet opwegen tegen de geringe besparing op de elektriciteitsrekening. Kwalijker is dat slimme zakenlieden op dit succes meeliften en kastjes te koop aanbieden die weinig tot niets doen. 